# وارويك دالتون
وارويك دالتون (بالإنجليزية: Warwick Dalton) هو دراج نيوزيلندي، ولد في 19 فبراير 1937 في أوتاهوهو في نيوزيلندا.

## وصلات خارجية
- وارويك دالتون على موقع أرشيف الدراجات (الإنجليزية)
- وارويك دالتون على موقع إحصائيات الدراجات الإحترافية (الإنجليزية)
- وارويك دالتون على موقع أوليمبيديا (الإنجليزية)
- وارويك دالتون على موقع اللجنة الأولمبية النيوزيلندية (الإنجليزية)